# Jan (Pojarkow)
Jan, imię świeckie Wiktor Aleksiejewicz Pojarkow (ur. 29 października?/10 listopada 1883 w Kungurze, zm. 30 stycznia 1933 w Ufie) – rosyjski biskup prawosławny.

## Życiorys

### Wczesna działalność
Pochodził z rodziny kozackiej, jego ojciec był nauczycielem; przyszły duchowny wcześniej stracił oboje rodziców. W 1892 rozpoczął naukę w wojskowej kozackiej szkole realnej w Uralsku. Ukończył ją w 1902. Rok później został przyjęty do Kazańskiej Akademii Duchownej na podstawie egzaminu z przedmiotów teologicznych wykładanych w seminariach duchownych. Był związany z jednowierczą cerkwią Czterech Ewangelistów w Kazaniu, duży wpływ na niego miał jej proboszcz, ks. Siemion Szlejow. W 1905 był jednym z trzech świeckich pełnomocników uprawnionych do zbierania w parafiach jednowierczych głosów w wyborach biskupa odpowiedzialnego za parafie jednowiercze w całej Rosji. Wobec faktu, że nie przedstawił obowiązkowych prac końcowych, nie uzyskał w terminie pełnego wykształcenia teologicznego.
Na zaproszenie arcybiskupa wołyńskiego Antoniego przybył do eparchii wołyńskiej, a po zawarciu związku małżeńskiego został wyświęcony na kapłana. Służył w cerkwi w Galijewce, a następnie w monasterze św. Bazylego w Owruczu. W 1911 uzyskał stopień kandydata nauk teologicznych na podstawie pracy poświęconej łasce i wolności w sprawie zbawienia człowieka, w twórczości Teofana Pustelnika. Rok później wrócił do Kazania, by objął stanowisko proboszcza parafii Czterech Ewangelistów i dziekana parafii jednowierczych z godnością protojereja. Od 1914 był również nauczycielem w szkole żeńskiej w Ufie i proboszczem szkolnej cerkwi św. Tichona Zadońskiego. Interesował się pracą misyjną wśród ludności nierosyjskiej, działał na rzecz odrodzenia życia parafialnego w eparchii kazańskiej, współpracując w tej sprawie z biskupem ufijskim Andrzejem. 
Brał udział w Soborze Lokalnym Rosyjskiego Kościoła Prawosławnego w latach 1917–1918, gdzie opowiadał się za restauracją patriarchatu i za tym, by Cerkiew, uzyskawszy pełną swobodę działania i nie będąc ograniczana przez władze, zajęła się dobroczynnością i podniesieniem poziomu życia religijnego. Domagał się utworzenia osobnych katedr biskupich dla jednowierców. W 1919 został proboszczem cerkwi św. Mikołaja w Ufie. 

### Biskup
12 grudnia 1922 został w tajemnicy wyświęcony na biskupa dawlekanowskiego, wikariusza eparchii ufijskiej. Jego chirotonia odbyła się bez wiedzy patriarchy moskiewskiego i całej Rusi Tichona, który następnie uznał jej kanoniczność. Aby móc przyjąć święcenia biskupie, Wiktor Pojarkow rozwiódł się z żoną i złożył, podobnie jak ona, wieczyste śluby mnisze. Przyjął imię zakonne Jan. 27 grudnia tego samego roku nadzwyczajne zebranie duchowieństwa i świeckich eparchii ufijskiej wezwało go do objęcia tymczasowego zarządu eparchii ufijskiej w związku z aresztowaniem biskupa uchtomskiego Andrzeja. Zdecydowano również, że biskup Jan będzie rezydował w Ufie, a każdy z jego czterech biskupów pomocniczych będzie kontrolować inną część eparchii. Hierarcha starał się przeciwdziałać rozwojowi ruchu odnowicielskiemu, przeprowadził również chirotonie biskupie nowych biskupów, którzy mieli zastępować aresztowanych biskupów: Lwa (Czeriepanowa), Ireneusza (Szulmina) i Hieroteusza (Afonina). 20 kwietnia 1923 został aresztowany, jednak zwolniono go już 2 maja na mocy amnestii pierwszomajowej i w związku ze złym stanem zdrowia. W lipcu tego samego roku zatrzymano go po raz kolejny i oskarżono o dyskredytowanie władzy radzieckiej, po czym skazano na dwuletnią zsyłkę do Kraju Narymskiego. Wyrok nie został wykonany i biskup w październiku 1923 powrócił do Ufy, co umotywowano faktem, jakoby podczas śledztwa duchowny potępił „czarnosecinne grupy cerkiewne”.
Pod naciskiem władz świeckich biskup Jan ogłosił, że w dalszym ciągu zamierza zarządzać eparchią ufijską na prawach tymczasowej autokefalii, chociaż patriarcha Tichon domagał się od niego zwykłej podległości. W rezultacie patriarcha upomniał go i przeniósł do eparchii jekaterynburskiej, jako locum tenens. Władze radzieckie nie pozwoliły mu opuścić Ufy i uniemożliwiły podjęcie obowiązków nowemu biskupowi ufijskiemu Borysowi. Patriarcha Tichon 14 marca 1924 uznał taki stan rzeczy, ponownie mianując biskupa Jana locum tenens eparchii ufijskiej. Działalność Jana, zmierzającego do uznania legalności działania eparchii ufijskiej, została skrytykowana przez przebywającego na zsyłce arcybiskupa Andrzeja (Uchtomskiego), co doprowadziło do ostrych sporów w eparchii. W 1928 zastępca locum tenens Patriarchatu Moskiewskiego metropolita Sergiusz mianował go ordynariuszem eparchii ufijskiej, zaś w 1931 – nadał godność arcybiskupią. Dwa lata później hierarcha zmarł, złożywszy wcześniej śluby mnisze wielkiej schimy, i został pochowany na cmentarzu św. Sergiusza w Ufie obok swojego mentora, zamordowanego w 1918 Szymona (Szlejowa). Jego grób był kilkakrotnie okradany i profanowany. W 2003 jego szczątki przeniesiono do soboru Narodzenia Matki Bożej w Ufie.